# غلظت‌سنج

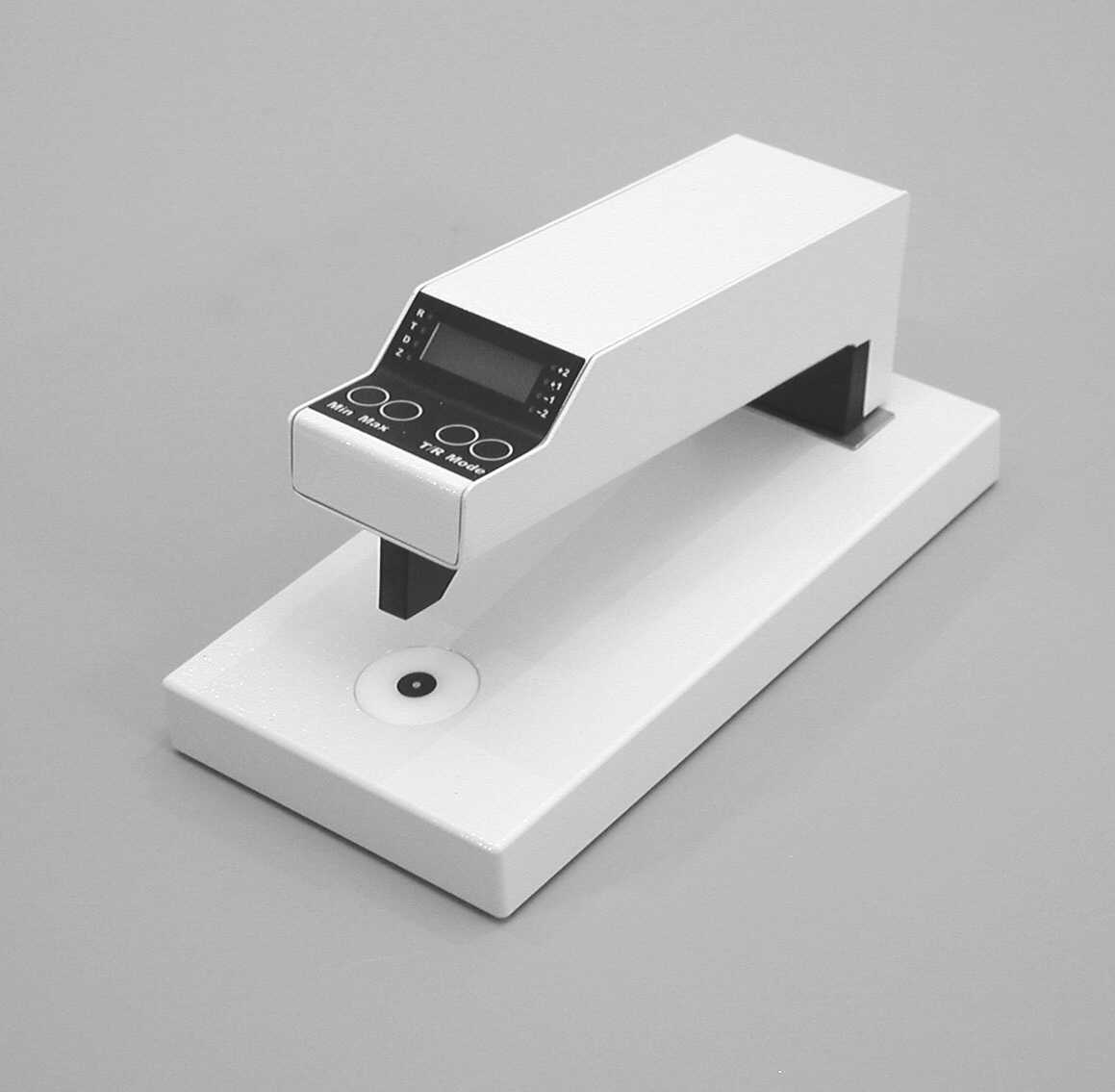
یک چگال‌سنج.

چَگال‌سَنج یا دِنسیتومِتر (به انگلیسی: Densitometer) دستگاهی است که درجه تاریکی (تار بودن) مواد نیمه شفاف یا یک سطح بازتابنده را اندازه می‌گیرد. چگالی‌سنج‌های مدرن اجزای مشابه‌ای با چگال‌سنج‌های قدیمی دارند اما از مدارهای مجتمع الکترونیکی بهتری برای خواندن برخوردار هستند. چگال‌سنج نباید با آب‌سنج (هیدرومتر) که چگالی مایع‌ها را اندازه‌گیری می‌کند، اشتباه گرفته شود.

## انواع غلظت سنج
- غلظت سنج انتقالِ نیرو برای اندازه‌گیری مواد شفاف
- غلظت سنج بازتاب نور، برای اندازه‌گیری یک سطح منعکس شده

## استفاده‌ها
- درجه بندی تجهیزات چاپ
- اندازه‌گیری اشباع رنگ ها
- استفاده در اصلاح ساخت ها

## کاربرد در عکاسی
برخی از انواع مدرن غلظت سنج تولید آلمان، با یک سوئیچ قادر به دو نوع اندازه‌گیری انتخابی می‌باشند. این دستگاه‌ها در عکس برداری نیز استفاده می‌شوند.